# Jed Hinkley
Jed Hinkley (* 5. Juli 1981) ist ein ehemaliger US-amerikanischer Nordischer Kombinierer. In seiner sportlichen Laufbahn trat er meist im zweitklassigen B-Weltcup an.

## Werdegang
Hinkley wuchs als Sohn zweier Lehrer in Andover auf und begann im Alter von drei Jahren mit dem Skisport. Er gab am 1. Januar 1995 als Dreizehnjähriger sein internationales Debüt im Skisprung-Continental-Cup in Lake Placid, verpasste von der Normalschanze allerdings deutlich die Punkteränge. In den folgenden Jahren konzentrierte er sich vermehrt auf die Nordische Kombination und trat mit einer Ausnahme nur in den USA bei Skisprung-Wettbewerben an. Bei den Nordischen Junioren-Skiweltmeisterschaften 1999 in Saalfelden gewann er gemeinsam mit Johnny Spillane, Carl Van Loan und Bill Demong den Junioren-Weltmeistertitel im 4×5 km-Staffelwettbewerb. Auch ein Jahr später war er bei den Nordischen Junioren-Skiweltmeisterschaften 2000 in Štrbské Pleso Teil der US-amerikanischen Delegation und wurde dabei bei allen drei Wettbewerben eingesetzt. Im Sprint erreichte der mit Rang 27 seine beste Einzelplatzierung, ehe er in der gleichen Besetzung wie im Vorjahr Silber mit dem Team gewann. Wiederum ein Jahr später verpasste er bei den Nordischen Junioren-Skiweltmeisterschaften 2001 in Karpacz als Sechster mit dem Team zwar die Medaillenränge, erzielte aber mit dem achten Platz im Gundersen Einzel sowie als Zwölfter im Sprint seine besten Einzelergebnisse. Am 24. August 2001 debütierte Hinkley in Klingenthal im Grand Prix, erreichte aber erst zwei Stationen später in Winterberg die Punkteränge. Nachdem er zum Saisonauftakt in Kuusamo nicht an den Start gegangen war, gab Hinkley am 16. Dezember 2001 in Steamboat Springs sein Weltcup-Debüt und belegte dabei den 24. Platz. Im restlichen Saisonverlauf trat er wieder vorrangig bei Wettbewerben des B-Weltcups an, wo er nach mehreren guten Platzierungen Sechzehnter in der Gesamtwertung wurde. Darüber hinaus erreichte er gemeinsam mit Johnny Spillane und Carl Van Loan im Team Massenstart als Dritter erstmals das Podest. Bei den olympischen Winterspielen 2002 war Hinkley zwar Teil der US-amerikanischen Delegation, wurde jedoch bei keinem Wettbewerb eingesetzt.
Zu Beginn der Saison 2002/03 trat Hinkley erfolglos im Weltcup an und wurde daher wieder in den B-Weltcup zurückgestuft. Dennoch wurde er für die Nordischen Skiweltmeisterschaften 2003 im Val di Fiemme nominiert. Im Gundersen Einzel von der Normalschanze und über 15 km präsentierte er sich überraschend gut und belegte den 25. Platz. Daraufhin war er auch Teil des US-amerikanischen Teams im Staffelwettbewerb, den er zusammen mit Carl Van Loan, Johnny Spillane und Todd Lodwick auf dem fünften Platz beendete, ehe er im Sprint Rang 37 erreichte. In restlichen Verlauf seiner Karriere bekam Hinkley keinen Weltcup-Einsatz mehr, sondern versuchte sich meist im B-Weltcup, wo er in der Regel nur die mittleren Ränge belegte. Am 10. Februar 2006 erreichte er im Skilanglauf-Nor-Am-Cup den siebten Platz über 30 km Freistil in Aspen, doch blieb es bei diesem einen Wettbewerb im Skilanglauf. Im Frühjahr 2006 beendete er seine Karriere.
Hinkley studierte an der University of North Carolina in Asheville. Im Anschluss daran war er mehrere Jahre als Lehrer und Skilanglauf-Trainer in Aurora tätig, ehe er an die Universität zurückkehrte, um den Master of Public Health an der UNC Gillings School of Global Public Health zu erhalten. Ab 2016 war Hinkley vier Jahre lang als Entwicklungsdirektor im Skiverband USA Nordic tätig. Im Mai 2020 wurde Hinkley zum Sportdirektor befördert.

## Statistik

### Grand-Prix-Platzierungen
| Saison | Platz | Punkte |
| ------ | ----- | ------ |
| 2001   | 037.  | 001    |

### Continental-Cup-Platzierungen
Nordische Kombination
| Saison  | Platz | Punkte |
| ------- | ----- | ------ |
| 1995/96 | 086.  | 001    |
| 1998/99 | 053.  | 028    |
| 1999/00 | 039.  | 053    |
| 2000/01 | 048.  | 028    |
| 2001/02 | 016.  | 153    |
| 2002/03 | 024.  | 029    |
| 2003/04 | 034.  | 148    |
| 2004/05 | 043.  | 081    |
| 2005/06 | 074.  | 022    |

Skispringen
| Saison  | Platz | Punkte |
| ------- | ----- | ------ |
| 1996/97 | 187.  | 028    |
| 2002/03 | 224.  | 010    |